# 新型コロナウイルス感染症対応に関する有識者会議
新型コロナウイルス感染症対応に関する有識者会議（しんがたコロナウイルスかんせんしょうにかんするゆうしきしゃかいぎ）は、2022年4月28日に設置が発表され、2022年5月11日〜2022年6月15日に新型コロナ対策・健康危機管理担当大臣の下で開催された会議。感染症司令塔機能の強化や、新型インフルエンザ特措法に基づく一連の対応、ワクチンや治療薬の生産・確保の体制、中長期的観点からの課題などについて検証と検討が行われた。座長は自治医科大学学長・東京大学名誉教授で循環器内科医の永井良三であった。
新型コロナウイルス感染症対策分科会長の尾身茂に7分しかヒアリングしていないこと、緊急事態宣言を発出した安倍晋三元総理大臣や菅義偉前総理大臣へのヒアリングを一切していないこと、1ヶ月という短期間で報告書がまとめられたことなどから、十分な検証は出来ていないとする懸念が複数の新聞社や人物から出た。しかし、報告書が永井良三座長から提出された2022年6月15日の直後の2022年6月17日に、岸田文雄総理大臣は、この報告書を踏まえる形で内閣官房に「内閣感染症危機管理庁」を設置し、厚労省に「感染症対策部」を設置し、「国立感染症研究所」と「国立国際医療研究センター」を統合して日本版CDC（国立健康危機管理研究機構）を設立することを決定した。

## 評価
- 中央大学教授の野村修也は、2022年6月15日の毎日新聞の記事において、「宣言の出し方や内容など政府対応の問題に踏み込まず、今後の制度改正にお墨付きを与えただけ。極めて不十分で検証とは呼べない」と述べた[11]。
- 東京大学名誉教授の山田章雄は、2023年2月9日に行われた第71回厚生科学審議会感染症部会において、「個人的には違和感を覚えています」「何かやるときには振り返って、ここに問題があって、これを解決するためにはこういうことをすればいいのだ、そういう線上で出てこなければいけない」「混乱を生ずる」「こういうときにどさくさに紛れて組織をいじろうとするよりは、基本的に何が必要なのか、何が足りないのかをじっくり考えて、そのために必要なことをやっていけばよい」と言及した[12]。
- 内閣感染症危機管理統括庁の創設に係る2023年3月～4月の国会において、検証の不十分さや人選の不透明性を多くの国会議員が指摘した[13][14][15][16][17][18][19][20][21][22][23][24]。
- 国立健康危機管理研究機構の創設に係る2023年5月25日の国会において、参議院議員の倉林明子は、2010年の新型インフルエンザの対応について行われたような丁寧な検証がほとんど出来ていないと述べた[25]。
- 新型コロナウイルス感染症対策分科会長の尾身茂は、2023年7月20日に出版された書籍[26]において、「専門家の提言の内容については検証はほとんど行われていないと思います」と述べている。また、2023年9月25日に出版された著書[27]においては、報告書には事実と異なる部分があることを指摘した。
- 2023年8月30日、産経新聞は検証のための有識者会議を設置しようとしないことに抗議する記事を配信した[28]。
- 2023年8月31日、東京新聞は検証をやり直すよう社説で主張した[29]。

### 評価に対する永井良三の反論
永井良三は、2023年2月3日の日本公衆衛生協会の講演において、「有識者会議、えらくメディアから評判が悪く」「メディアの勉強不足なんだろう」「お前たち何も分かっていない」「一時間も議論すれば分かるわけです」「あのくらいで良かったんじゃないかと今でも思っております」などと主張した。

## 構成員
- 秋池玲子　ボストン・コンサルティング・グループ マネージング・ディレクター＆シニア・パートナー
- 草場鉄周　日本プライマリ・ケア連合学会理事長（北海道家庭医療学センター理事長）
- 宍戸常寿　東京大学大学院法学政治学研究科教授
- 菅原晶子　公益社団法人経済同友会常務理事（元厚生労働大臣補佐官）
- 田中雄二郎　東京医科歯科大学学長
- 永井良三（座長）　自治医科大学学長
- 古市憲寿　社会学者・作家
- 若林辰雄　三菱UFJ信託銀行株式会社特別顧問